# JabRef
JabRef — система управления библиографической информацией, использующая BibTeX в качестве основного внутреннего формата. Предоставляет графический пользовательский интерфейс для редактирования файлов BibTeX, импорта данных из научных баз данных, а также для поиска и управления BibTeX-файлами. Распространяется под лицензией GPL, написана на языке программирования Java.
Реализован полнотекстовый поиск по всей библиографии, поддерживается группировка по любым полям BibTeX, ключевым словам, обеспечено автоматическое создание BibTeX-ключей. Поддерживается импорт из различных форматов (BibTeXML, CSA, Refer/Endnote, Web of Knowledge, SilverPlatter, Medline/Pubmed (xml), Scifinder, OVID, INSPEC, Biblioscape, Sixpack, JStor and RIS), экспорт — в HTML, Docbook, BibTeXML, MODS, RTF, Refer/Endnote и OpenOffice.org. Интегрируется окружением рабочего стола: обеспечен запуск программ просмотра файлов в форматах PDF и Postscript, запуск браузера, вставка цитирований в LyX, Kile, Emacs, Vim и WinEdt, OpenOffice.org (с помощью плагина). Обеспечивается поиск в Medline, Citeseer, IEEEXplore и arXiv.org.
Предусмотрена поддержка плагинов — расширений, обеспечивающих расширение функциональных возможностей. Переведена на китайский упрощённый, датский, английский, французский, немецкий, индонезийский, итальянский, японский, норвежский, турецкий и вьетнамский языки.